# Останні з Парижа
Останні з Парижа (англ. The Latest from Paris) — американська мелодрама режисера Сема Вуда 1928 року.

## У ролях
- Норма Ширер — Енн Долан
- Джордж Сідні — Соль Блогг
- Ральф Форбс — Джо Адамс
- Тенен Холц — Абе Літауер
- Вільям Бейкуелл — Бад Долан
- Маргарет Лендіс — Луїза Мартін
- Берт Роуч — Берт Блевінс
- Делла Петерсон